# Renato Dulbecco
Renato Dulbecco (Catanzaro, 22. veljače, 1914. – La Jolla, 19. veljače 2012.) bio je talijanski virolog koji je 1975. dobio Nobelovu nagradu za fiziologiju ili medicinu s Howardom Teminom i Davidom Baltimoreo koji su istovremeno i neovisno jedan od drugoga otkrili enzim reverznu transkriptazu. Iako Dulbecco nije otkrio enzim reverznu transkriptazu, on je zaslužan za metodu kojom su ova dvojica znanstvenika došla do otkrića.

### Nobelova nagrada
Dulbecco je sa svojom grupom suradnika pokazao da zaraza normalne stanice određenim vrstama virusa dovodi do uklapanja gena virusnog porijekla u genom stanice i da to dovodi do fenotipske promjene te stanice. Kako što su to dokazali Temin i Baltimore, s kojima je podijelio Nobleovu nagradu, taj prijenos virusnih gena u stanicu odvija se pomoću enzima reverzna transkriptaza.
Onkovirusi su uzroci nekih tumora kod čovjeka. Dulbeccovo istraživanje dalo je osnovu za točno shvaćanje molekularnog mehanizma na koji način oni nastaju, što je pomoglo u shvaćanju i borbi protiv tumora.

## Vanjske poveznice
- Nobelova nagrada - životopis (engl.)